# Asbaktegel

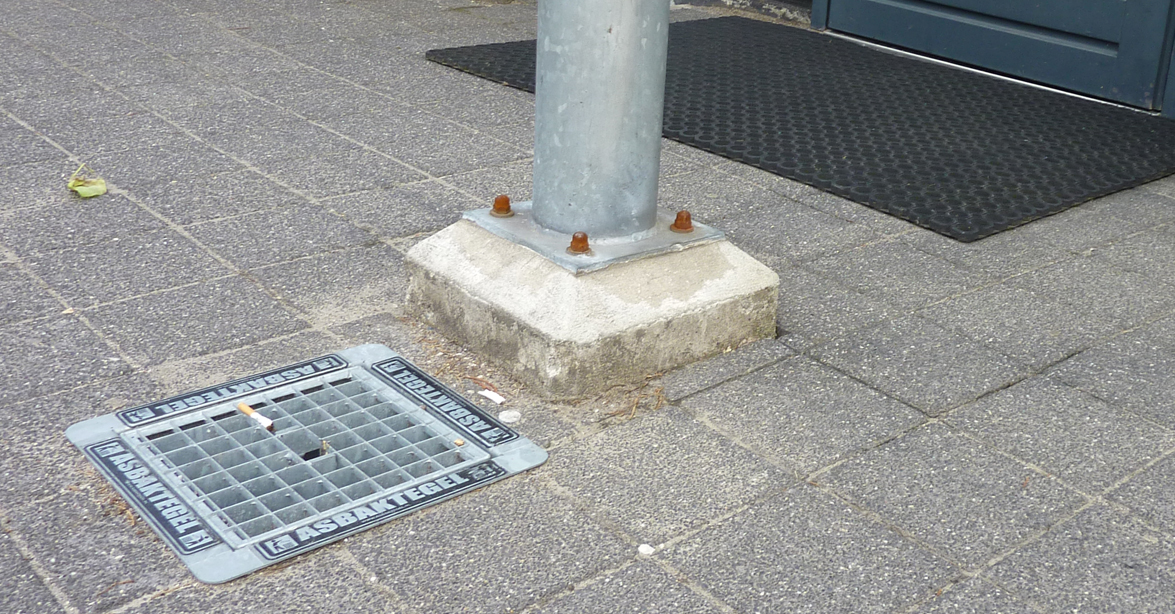
Asbaktegel geplaatst bij de ingang van een openbare ruimte

Een asbaktegel is een tegel bedoeld voor het opvangen van sigarettenpeuken op het trottoir.
Andere namen voor de asbaktegel zijn: peukentegel, peukenput, en tegelasbak.
De tegels bieden een asbak die in de stoep is verzonken en zijn een robuust en vandalismevrij alternatief voor peukenpalen of -zuilen. De bovenkant van de tegel is voorzien van een rooster waar sigarettenpeuken in kunnen worden gegooid of geveegd. De asbaktegel zorgt voor een minder vervuild milieu en verstoort tegelijkertijd de omgeving niet. Asbaktegels kunnen worden geleegd door het rooster te verwijderen met een speciale sleutel en daarna de volle korf met peuken eruit te halen. Door speciale openingen wordt het regenwater afgevoerd. In Nederland zijn de eerste tegelasbakken in november 2008 in Rotterdam op proef geïnstalleerd.
De asbaktegel is speciaal ontwikkeld voor het opvangen van kauwgom en (sigaretten-)peuken die anders op straat belanden. Hij is met name bedoeld voor gebruik bij “rook-hangplekken”, maar ook op plekken waar veel mensen samenkomen, zoals entrees van restaurants, cafés, scholen, stations, bushaltes, bedrijven etc.. Ook heeft de asbaktegel zijn waarde bewezen bij locaties waar mensen onverwacht of met haast naar binnen gaan, zoals bijv. winkels, ziekenhuizen, stations, fastfoodrestaurants en beursgebouwen. De asbaktegel slaat ook aan bij het gedrag van rokers die in een reflex vaak de sigaretten op de grond gooien.